# Richesses du monde (jeu vidéo)
Pour les articles homonymes, voir Richesses du monde.
Richesses du monde est un jeu vidéo de stratégie et de réflexion pour PC développé par Ravensburger Interactive édité par Cryo Interactive en 2000. C'est une adaptation en jeu vidéo du jeu de société du même nom de Christian Pachis, édité par Nathan dans les années 1970.

## Principe du jeu
Richesses du monde est un jeu de stratégie à la troisième personne. Le joueur peut faire des parties seul contre l'intelligence artificielle du programme, ou bien affronter jusqu'à cinq adversaires en mode multijoueur. Le plateau du jeu représente un planisphère modélisé en images de synthèse en trois dimensions ; la vue par défaut est une vue d'ensemble, mais il est possible de changer le point de vue (pour suivre un pion sur le plateau en vision subjective, par exemple). Le but du jeu consiste à s'enrichir le plus possible aux dépens des autres joueurs, jusqu'à les pousser à la banqueroute. Chaque joueur lance son dé et déplace son pion d'autant de cases sur le plateau de jeu. Lorsque les joueurs s'arrêtent sur des cases « pays », ils peuvent y acheter jusqu'à six titres d'exploitation pour différentes ressources naturelles ou produits. Il existe également des cases spéciales qui procurent avantages ou handicaps à qui s'arrête dessus. Lorsqu'un joueur se trouve en situation de monopole pour une ressource ou un produit, il fait payer des royalties aux autres joueurs lorsque ceux-ci s'arrêtent sur une case produisant cette ressource. Les joueurs peuvent acheter, vendre ou troquer ressources et produits.
L'adaptation informatique du jeu ajoute aux règles du jeu de société une encyclopédie accessible sous la forme de fiches de renseignements concernant chaque pays ; un système de quiz permet à chaque joueur de lancer trois questions de géopolitique afin de gagner de l'argent s'il peut y répondre, les réponses aux questions figurant dans l'encyclopédie.

## Histoire éditoriale
L'édition anglophone du jeu est sortie sous le titre Money Mad.